# 1 av. J.-C.
Cette page concerne l'année -1  du calendrier julien.  Pour le nombre -1, voir -1 (nombre).
C'est la dernière année avant l’ère chrétienne.

## Événements

### Événements astronomiques
- 10 janvier et 29 décembre : éclipses lunaires[1],[2],[3], période saros[N 1].

### Événements historiques
- 17 octobre : début du règne de Pingdi, empereur Han de Chine, âgé de neuf ans[4] (fin en 6). Commencement de l'ère Yuanshi.

- Caius Caesar épouse Livilla, fille de Antonia la Jeune et Nero Claudius Drusus, avec l'objectif de gagner en prestige. Cette même année, il est envoyé en mission en Orient avec les pouvoirs proconsulaires avec Marcus Lollius comme tuteur et conseiller[5]. Séjan et Gnaeus Domitius Ahenobarbus l'accompagnent également dans sa campagne arménienne[6].

## Naissances
- 25 décembre : date conventionnelle de la naissance de Jésus selon Denys le Petit. L'année 1 (qui suit immédiatement l'année 1 av. J.-C., il n'existe pas d'année 0) est l'Anno Domini ou année du premier anniversaire (le 25 décembre) de Jésus-Christ[N 2]. 
La date supposée de sa naissance serait plutôt l'année 7 avant l'ère commune.
- Ptolémée de Maurétanie (date approximative), d'autres sources disent 13/9 av. J.-C., petit-fils de Cléopâtre et de Marc-Antoine.

## Décès
- 15 août : mort sans héritier de Aidi empereur Han de Chine[4].